# 田瑄
田瑄（1433年—？），字德潤，雲南前衛人，明朝政治人物。進士出身。

## 生平
雲南鄉試第五十一名。天順元年（1457年）丁丑科會試第一百五名，殿試登進士第三甲第一百六十八名。

## 家族
曾祖田寬，曾任百戶。祖父田耕，曾任千戶 贈指揮僉事。父亲田凱，曾任指揮僉事。